# ژان-ژاک فوسیان
ژان-ژاک فوسیان (فرانسوی: Jean-Jacques Fussien‎; ۲۱ ژانویهٔ ۱۹۵۲ – ۲۳ اوت ۱۹۷۸) دوچرخه‌سوار اهل فرانسه بود.